# Tinodes matangana
Tinodes matangana är en nattsländeart som beskrevs av Schmid 1961. Tinodes matangana ingår i släktet Tinodes och familjen tunnelnattsländor. Inga underarter finns listade i Catalogue of Life.